# Meschowa
Meschowa (ukrainisch Межова; russisch Межевая Meschewaja) ist eine ukrainische Siedlung städtischen Typs im Osten der Oblast Dnipropetrowsk mit 7400 Einwohnern (2018) und war bis Juli 2020 das administrative Zentrum des gleichnamigen Rajons Meschowa.

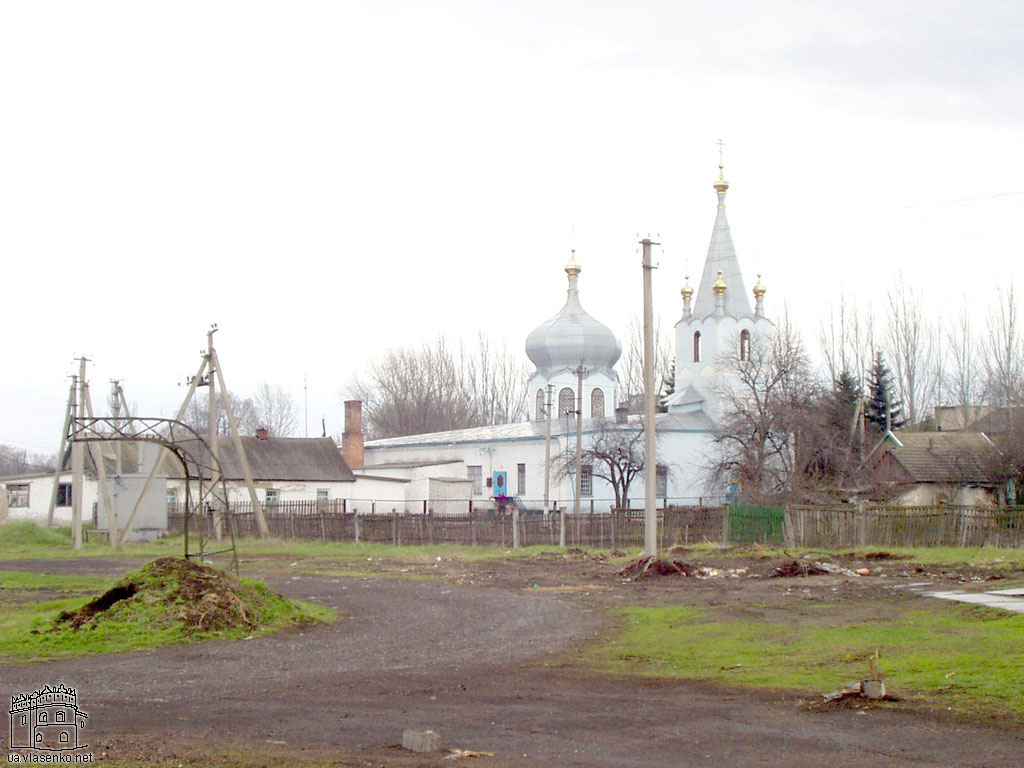
Orthodoxes Kirchengebäude in Meschowa

## Geographie
Der in der Steppe liegende Ort befindet sich etwa 120 km östlich von Dnipro und 80 km westlich von Donezk. Durch die Ortschaft führen die Territorialstraßen T–04–06 und T–04–28.

## Geschichte
Die Geschichte von Meschowa begann 1884 mit dem Bau des Bahnhofs Meschowa. Vom 14. Oktober 1941 bis zum 10. September 1943 war das Gebiet von der deutschen Wehrmacht besetzt. Den Status einer Siedlung städtischen Typs besitzt der Ort seit dem Jahr 1957 nach dem Zusammenschluss der Dörfer Grigorjewka, Kamjanka und Nowoslowjanka.

## Verwaltungsgliederung
Am 14. Februar 2017 wurde die Siedlung zum Zentrum der neugegründeten Siedlungsgemeinde Meschowa (Межівська селищна громада/Meschiwska selyschtschna hromada). Zu dieser zählten auch die Siedlung städtischen Typs Demuryne und die 28 in der untenstehenden Tabelle aufgelisteten Dörfer, bis dahin bildete sie zusammen mit den Dörfern Nowolosuwatiwka, Saporiske, Schukowe, Slawne, Stepowe, Ukrajinka, Wessele und Wosnessenske die gleichnamige Siedlungsratsgemeinde Meschowa (Межівська селищна рада/Meschiwska selyschtschna rada) im Zentrum des Rajons Meschowa.
Am 17. Juli 2020 kam es im Zuge einer großen Rajonsreform zum Anschluss des Rajonsgebietes an den Rajon Synelnykowe.
Folgende Orte sind neben dem Hauptort Meschowa Teil der Gemeinde:
| Name                                  | Name                        | Name                                                   |
| ukrainisch transkribiert              | ukrainisch                  | russisch                                               |
| ------------------------------------- | --------------------------- | ------------------------------------------------------ |
| Biljakiwka (bis 2016 Krasnosnamjanka) | Біляківка (Краснознам'янка) | Беляковка (Beljakowka)/Краснознаменка (Krasnosnamenka) |
| Demuryne                              | Демурине                    | Демурино (Demurino)                                    |
| Iwaniwka                              | Іванівка                    | Ивановка (Iwanowka)                                    |
| Jurjiwka                              | Юр'ївка                     | Юрьевка (Jurjewka)                                     |
| Kolona-Meschowa                       | Колона-Межова               | Колона-Межевая (Kolona-Meschewaja)                     |
| Krasnohoriwka                         | Красногорівка               | Красногоровка (Krasnogorowka)                          |
| Marjiwka                              | Мар'ївка                    | Марьевка (Marjewka)                                    |
| Nowohryhoriwka                        | Новогригорівка              | Новогригоровка (Nowogrigorowka)                        |
| Nowolosuwatiwka                       | Новолозуватівка             | Новолозоватовка (Nowolosowatowka)                      |
| Nowooleksandriwka                     | Новоолександрівка           | Новоалександровка (Nowoaleksandrowka)                  |
| Nowopidhorodne                        | Новопідгородне              | Новоподгородное (Nowopodgorodnoje)                     |
| Nowotrojizke                          | Новотроїцьке                | Новотроицкое (Nowotroizkoje)                           |
| Oleksandriwka                         | Олександрівка               | Александровка (Aleksandrowka)                          |
| Poputne                               | Попутне                     | Попутное (Poputnoje)                                   |
| Preobraschenka                        | Преображенка                | Преображенка                                           |
| Rajpole                               | Райполе                     | Райполе (Raipole)                                      |
| Saporiske                             | Запорізьке                  | Запорожское (Saporoschskoje)                           |
| Schukowe                              | Жукове                      | Жуково (Schukowo)                                      |
| Slawne                                | Славне                      | Славное (Slawnoje)                                     |
| Stepowe                               | Степове                     | Степное (Stepnoje)/Ленинское (Leninskoje)              |
| Sucharewa Balka                       | Сухарева Балка              | Сухарева Балка (Sucharewa Balka)                       |
| Ukrajinka                             | Українка                    | Украинка (Ukrainka)                                    |
| Wassyliwka                            | Василівка                   | Василевка (Wassilewka)                                 |
| Wessele                               | Веселе                      | Весёлое (Wessjoloje)                                   |
| Wessele                               | Веселе                      | Весёлое (Wessjoloje)                                   |
| Wodolaske                             | Водолазьке                  | Водолажское (Wodolaschskoje)                           |
| Wolodymyriwka                         | Володимирівка               | Владимировка (Wladimirowka)                            |
| Wosnessenske                          | Вознесенське                | Вознесенское (Wosnessenskoje)                          |
| Wseswjatske                           | Всесвятське                 | Всесвятское (Wseswjatskoje)                            |

## Bevölkerung
| 1959 | 1970 | 1979 | 1989 | 2001 | 2018 |
| ---- | ---- | ---- | ---- | ---- | ---- |
| 8098 | 7899 | 8563 | 8965 | 8119 | 7380 |

Quelle:

## Persönlichkeiten
- Wladimir Semitschastny, Chef des KGB (1924–2001)